# Петросян, Армен Альбертович
Арме́н Альбе́ртович Петрося́н (8 марта 1963 — 21 сентября 1999, Москва) — советский, армянский и российский художник-мультипликатор, режиссёр-клипмейкер, сценарист, актёр.

## Биография
Армен Петросян окончил художественное училище в Ереване. Работал бутафором в Ереванском русском драматическом театре. В 1983—1989 годах работал художником-мультипликатором на Ереванской киностудии. В 1988 году окончил Высшие курсы сценаристов и режиссёров (в мастерской Фёдора Хитрука).
В 1990 году переехал в Москву и стал работать на телевидении. В России стал известен как клипмейкер. Участвовал как мультипликатор в видео-ролике на песню «Цветы» Валерии, элементы анимации включал режиссёр и в некоторые другие работы. Работал с такими артистами, как Кристина Орбакайте, Валерий Меладзе, Линда, Николай Носков, Влад Сташевский, Катя Лель, София Ротару, Олег Газманов и другие. Постоянно сотрудничал с оператором Максимом Осадчим, который позже стал успешным режиссёром музыкальных клипов.
Работы Армена Петросяна неоднократно отмечались призами фестиваля видеоклипов «Поколение». Так, на фестивале «Поколение-95» клип Петросяна на песню Линды «Круг от руки» стал обладателем призов за лучшую работу оператора (Осадчего) и лучший костюм. На российской музыкальной премии «Звезда» то же видео получило награду «Клип года», а Армен Петросян был назван лучшим режиссёром.
Петросян стал автором сценария фильма Александра Хвана «Дрянь хорошая, дрянь плохая» и сыграл в нём главную роль. Он также исполнил роль-камео в фильме Григория Константинопольского «8 ½ $».
21 сентября 1999 года Армен Петросян погиб в Москве в автомобильной катастрофе: его мерседес упал в Москва-реку в районе гостиницы Radisson Slavyanskaya. Похоронен на Троекуровском кладбище.

## Фильмография

### Мультфильмы

#### Режиссёр-постановщик
- 1989 — Памятник

#### Художник-постановщик, мультипликатор
- 1985 — Кто покрасил Красное море (реж. Степан Галстян)[6]
- 1986 — Эхо (реж. Людмила Саакянц)
- 1987 — Взятка
- 1987 — …И каждый вечер (реж. Александр Андраникян)[6]
- 1988 — Крыса (реж. Александр Андраникян)
- 1994 — Либидо Бенджамина (реж. Иван Максимов)[6]

### Полнометражные фильмы

#### Режиссёр
- 1993 — Конструктор красного цвета (режиссёр анимации; режиссёр-постановщик — Андрей И)[2]

#### Сценарист
- 1998 — Дрянь хорошая, дрянь плохая (реж. Александр Хван)[2]

#### Актёр
- 1990 — Сукины дети (реж. Леонид Филатов)
- 1997 — Господи, помилуй (реж. Виген Чалдранян)
- 1998 — Дрянь хорошая, дрянь плохая (реж. Александр Хван)[2]
- 1999 — 8 ½ $ (реж. Григорий Константинопольский)

#### Художник
- 1999 — Умирать легко (реж. Александр Хван)[2]

### Видеоклипы
- Мультипликатор 1994 — Валерия — Цветы[3]
- 1995 — Валерия — Самолёт[3][2]
- 1996 — Валерий Меладзе — Как ты красива сегодня[7]
- 1996 — Линда — Круг от руки[8]
- 1996 — Линда — Ворона[8][3][2]
- 1996 — Кристина Орбакайте — Танго втроём[3][9][10][2]
- 1997 — Влад Сташевский — Танцы двух теней[11]
- 1997 — Валерия — Ночь нежна[2]
- 1997 — Линда — Марихуана[8]
- 1997 — Линда — Северный ветер[8]
- 1998 — Олег Газманов — Мотылёк[12]
- 1998 — Кристина Орбакайте — Зеркальце[3]
- 1998 — Кристина Орбакайте — Навсегда[3][13]
- 1998 — Николай Носков — Я тебя люблю[3]
- 1998 — София Ротару — Звёзды как звёзды[14]
- 1998 — София Ротару и Николай Расторгуев — Засентябрило[14][15]
- 1998 — Калинов мост — Родная[16]
- 1999 — Калинов мост — Сберегла[17]
- 1999 — Катя Лель — Незабытый мой[18]
- 1999 — Влад Сташевский — Колдунья[19]